# Горникевич, Олег
Олег Горникевич (17 ноября 1926, Львов — 26 мая 2020, Вена) — австрийский биохимик, лауреат премии Вольфа по медицине 1979 года.

## Биография
Родился в 1926 году в c. Сухов (вошло во Львов), который тогда принадлежал Польше (сейчас Украина). В 1951 году получил степень доктора в Венском университете, в том же году стал сотрудником альма-матер. Он также в течение двадцати лет был председателем Института биохимической фармакологии. В 1967 году начал долгое сотрудничество с Университетом Торонто в Канаде, а в 1992 году стал почётным профессором этого учебного заведения.
Одним из его основополагающих достижений было открытие того, что причиной болезни Паркинсона является дефицит дофамина в головном мозге. Также играл ключевую роль в развитии терапии этого заболевания леводопой.

## Награды и звания
- 1971: Член Леопольдины
- 1972: Международная премия Гайрднера
- 1979: Премия Вольфа по медицине совместно с Роджером Сперри и Арвидом Карлссоном «за открытие нового подхода в борьбе с болезнью Паркинсона леводопой»[6]
- 2008: Австрийский почётный знак «За науку и искусство» первого класса[7]
- 2010: Австрийский почётный знак «За науку и искусство»[8]